# Marianne Dohmen
Marianne Dohmen (* 6. Juli 1937 in Mönchengladbach; † 14. Mai 2009) war eine deutsche Politikerin der SPD.

## Ausbildung und Beruf
Nach dem Erlangen der Mittleren Reife besuchte Marianne Dohmen die Fachoberschule für Hauswirtschaft. Dort erlangte sie den Abschluss als hauswirtschaftliche Betriebsleiterin. Anschließend war sie bis 1965 Leiterin von Arbeiterinnenwohnheimen für Ausländerinnen.

## Politik
Marianne Dohmen wurde 1974 Mitglied der SPD. Ab 1982 war sie Mitglied des Ortsvereinsvorstandes, dessen stellvertretende Vorsitzende sie ab 2002 wurde. Ab 1987 war sie Mitglied des Unterbezirksvorstandes Mönchengladbach, von 1989 bis 1997 stellvertretende Unterbezirksvorsitzende. Weitere politische Laufbahn: 1991 bis 1997 Mitglied des Bezirksausschusses Niederrhein, 1993 bis 1996 dessen Vorsitzende. Von 1984 bis 1989 war sie Mitglied der Bezirksvertretung und von 1989 bis 1998 Mitglied des Rates der Stadt Mönchengladbach. Mitglied im Fraktionsvorstand der SPD von 1995 bis 1998. Ab 1998 fungierte sie als sachkundige Bürgerin im Rat der Stadt Mönchengladbach.
Vom 2. Juli 1998 bis 1. Juni 2000 und vom 6. Mai 2003 bis 2. Juni 2005 war sie Abgeordnete des 12. und 13. nordrhein-westfälischen Landtags in den sie jeweils nachrückte.